# Terminator 2: Judgment Day (soundtrack)
Terminator 2: Judgment Day is de soundtrack van de film met dezelfde naam en werd op 1 juli 1991 uitgebracht door Varèse Sarabande.
Het album bevat de originele filmmuziek die gecomponeerd is door Brad Fiedel. Hij schreef en produceerde net als bij de eerste film de muziek, dat grotendeels bestaat uit elektronische muziek, waarbij sommige nummers ook werden uitgevoerd in symphonie stijl. In 1991 stond het album in de Amerikaanse Billboard 200 met als hoogste notering plaats 70.
Muziek die niet op het album staat, maar wel in de film is gebruikt: "You Could Be Mine" van Guns N' Roses (titelsong en is speciaal voor de film wel op single uitgebracht), "Bad to the Bone" van George Thorogood & The Destroyers en "Guitars, Cardillacs" van Dwight Yoakam.

## Nummers
| Nr. | Titel                                | Duur |
| --- | ------------------------------------ | ---- |
| 1   | Main Title (Terminator 2 Theme)      | 1:56 |
| 2   | Sarah On The Run                     | 2:31 |
| 3   | Escape From The Hospital (And T1000) | 4:34 |
| 4   | Desert Suite                         | 3:25 |
| 5   | Sarah's Dream (Nuclear Nightmare)    | 1:49 |
| 6   | Attack On Dyson (Sarah's Solution)   | 4:07 |
| 7   | Our Gang Goes To Cyberdyne           | 3:11 |
| 8   | Trust Me                             | 1:38 |
| 9   | John & Dyson Into Vault              | 0:41 |
| 10  | Swat Team Attacks                    | 3:22 |
| 11  | I'll Be Back                         | 3:58 |
| 12  | Helicopter Chase                     | 2:27 |
| 13  | Tanker Chase                         | 1:42 |
| 14  | Hasta La Vista, Baby (T1000 Freezes) | 3:02 |
| 15  | Into The Steel Mill                  | 1:25 |
| 16  | Cameron's Inferno                    | 2:37 |
| 17  | Terminator Impaled                   | 2:05 |
| 18  | Terminator Revives                   | 2:14 |
| 19  | T1000 Terminated                     | 1:41 |
| 20  | It's Over (Good Bye)                 | 4:36 |